# Bitwa o Taiyuan
Bitwa pod Taiyuan – starcie zbrojne stoczone w okresie od 1 września do 9 listopada 1937 roku między Chinami a Japonią, nazwane od miasta Taiyuan, stolicy prowincji Shanxi, położonego w 2 Okręgu Wojskowym. Bitwa zakończyła się zwycięstwem Japonii nad siłami chińskimi, obejmującymi zarówno Narodową Armią Rewolucyjną jak i oddziały Komunistycznej Partia Chin, które zawarły taktyczne porozumienie w walce z najeźdźcą.
Wojska japońskie uczestniczące w bitwie obejmowały Armię Obszaru Północnych Chin pod dowództwem Hisaichiego Terauchiego, elementy Armii Kwantuńskiej oraz elementy Armii Mongolii Wewnętrznej dowodzonej przez Demchugdongruba. Siłami chińskimi dowodzili Yan Xishan (wódz Shanxi), Wei Lihuang (14 Grupa Armii) i Fu Zuoyi (7 Grupa Armii), a także Zhu De, który dowodził komunistyczną 8 Armią Szlaku (w ramach sojuszu 2 Frontu Zjednoczonego). Bitwa skutecznie zakończyła zorganizowany opór wojsk chińskich w północnych Chinach, a okupacja tych obszarów dała Japończykom dostęp do cennych zasobów węgla z Datongu w północnym Shanxi. Jednocześnie jednak naraziła ich na ataki chińskich partyzantów, co wymuszało stałe utrzymywanie na tym terenie dużych japońskich sił okupacyjnych, które mogłyby zostać skierowane do innych kampanii.

## Tło
Po incydencie na moście Marco Polo w lipcu 1937 roku Japończycy dokonali inwazji na północne Chiny. Pod koniec tego miesiąca japońska Armia Obszaru Północnych Chin pod dowództwem gen. por. Kiyoshiego Katsukiego znajdowała się już na przedmieściach Pekinu. W sierpniu i wrześniu 1937 roku, po zdobyciu Pekinu i rozpoczęciu ofensywy na zachód przez przełęcz Nankow do Szanxi, Armia Obszaru Północnych Chin posuwała się na południe wzdłuż głównych linii kolejowych. Natarcie na tym kierunku musiało jednak zostać wstrzymane, aby przeznaczyć zasoby na front szanghajski, który wymagał dodatkowych trzech dywizji oraz na front mandżurski, na który potrzeba było przerzucić jedną dywizję. Grupa maszerująca do Szanxi zatrzymała się zatem ma strategiczny postój nad Żółtą Rzeką w pobliżu miasta Jinan, położonego na granicy prowincji Szantung. Istnieje też teoria, że zaprzestanie działań wojennych w tym rejonie nastąpiło w oczekiwaniu na sprzymierzenie się Han Fu-chii, gubernatora Szantungu, z Japończykami.
Zamiast tego jednak gubernator Han wykonał rozkaz Czang Kaj-szeka, niszcząc japońską własność. W Qingdao władze lokalne nagle zakupiły 10 000 galonów nafty, której użyły do akcji podpalenia japońskich przedsiębiorstw 29 i 30 grudnia. Ze względu na znaczną skalę japońskich inwestycji w Szantungu, szybkie zdobycie prowincji było kluczowe, co skłoniło Armię Obszaru Północnych Chin do wznowienia natarcia. Tym razem Han zdecydował się nie walczyć, za co Czang Kaj-szek nakazał jego zabicie, a zajęcie Qingdao przez Japończyków przebiegło niemal bez oporu. Po tych wydarzeniach działania wojenne w Chinach zostały wstrzymane. Kampanie z 1937 roku pochłonęły ogromne ilości ludzi i amunicji, a sam atak na Nankin spowodował załamanie dyscypliny na tyle poważne, że podważyło skuteczność militarną japońskich armii kontynentalnych. Potrzebny był czas na konsolidację sił, uzupełnienie zapasów i podreperowanie machiny wojennej, zanim mogła ona ponownie ruszyć do ataku.

## Bitwa
Pomimo nalegań dowództwa wojskowego, gen. por. Seishirō Itagaki nie zamierzał natychmiast nacierać. W tym czasie Armia Shanxi (2 Armia Obszarowa) gromadziła się w Yanxishan wzdłuż linii Nei Jangcheng i wzmacniała swoją obronę. Itagaki był zdecydowany zaatakować pierwszy siły wroga, aby zapobiec ich planowanemu natarciu. 19 września Itagaki wyraził swoją opinię w osobistym liście do trzech oficerów, Hayao Tady (zastępcy szefa Sztabu Generalnego), Kanji Ishiwary (szefa operacji Kwatery Głównej Sztabu Generalnego) i Juichi Terauchiego (dowódcy Armii Obszaru Północnych Chin), że linia Suiyuan, Taiyuan, Shijiazhuang, Jinan i Qingdao w północnych Chinach powinna zostać zajęta, by pozyskać dostępne tam zasoby, a także że powinien zostać utworzony nowy marionetkowy Rząd Północnych Chin. W Kwaterze Głównej Sztabu Generalnego Akira Muto, szef Sekcji Operacyjnej, próbował przekonać Ishiharę i Tadę, którzy nie byli zwolennikami ekspansji, do rozpoczęcia operacji.

### Pingtung Kan
21 września Itagaki, dowódca 5 Dywizji, wydał rozkaz 21 Brygadzie Piechoty (Oddział Miura), nakazujący im ściganie wroga od Lingqiu do Dayingzhen. 22 września oddział Miura (składający się z trzech batalionów piechoty) napotkał silny opór ze strony sił chińskich w pobliżu przełęczy Pingxing (przełęczy górskiej położonej w pobliżu obecnej granicy między gminą Baigaidai w regionie Lingqiu a gminą Hengjian w regionie Fanshi), stopniowo posuwając się w kierunku Dayingzhen. Generał Yan Xishan, dowódca 2 Strefy Wojennej, nakazał rozmieszczenie 6 Grupy Armii (pod dowództwem Yang Aiyuana), 7 Grupy Armii (pod dowództwem Fu Zuoyi) oraz innych jednostek liczących około 60 000 – 70 000 ludzi wzdłuż linii Wielkiego Muru, łączącej przełęcz Pingxing, przełęcz Yanmen i Shenchi, aby odeprzeć japońskie natarcie.
W wyniku Porozumienia o Współpracy Nacjonalistów i Komunistów, Komunistyczna Partia Chin wysłała w połowie września 18 Grupę Armii (8 Armię Szlaku) do prowincji Shanxi, aby wesprzeć działania w 2 Strefie Wojennej. 115 Dywizja pod dowództwem Lin Biao posunęła się na wschód od przełęczy Pingxing, podejmując działania dywersyjne przeciwko japońskim tyłom. 25 września chińskie posiłki pod dowództwem Fu Zuoyi zostały wysłane do kontrataku na linię frontu w przełęczy Pingxing, co doprowadziło do okrążenia Oddziału Miura. W tym samym czasie 115 Dywizja, która rozpoczęła operację, przeprowadziła zasadzkę na jednostki zaopatrzeniowe 5 Dywizji między wioskami Xiaohan i Guankou. Zaatakowała zmotoryzowaną kompanię logistyczną, która wracała z linii frontu do Lingqiu oraz duży tabor zaopatrzeniowy 21 Pułku Piechoty, który zbliżał się do linii frontu. W rezultacie ich siły zostały niemal całkowicie unicestwione. Odnotowano łącznie 150–240 ofiar wśród Japończyków.
Utrata jednostek zaopatrzeniowych doprowadziła do niedoboru amunicji w Oddziale Miura. Kiedy 25 września Itagaki dowiedział się o krytycznej sytuacji Oddziału Miura, nakazał 42 Pułkowi Piechoty szybkie natarcie w kierunku przełęczy Pingxing. Tymczasem czołowe oddziały 21 Pułku Piechoty próbowały oskrzydlić przełęcz od północy, ale 28 września dołączyły do głównych sił brygady. Jednocześnie Armia Kwantuńska nakazała Oddziałowi Tokugawy natarcie w kierunku przełęczy Pingxing 22 września, aby zapewnić wsparcie 5 Dywizji. Dzięki tym wzmocnieniom 21 Brygada Piechoty (Oddział Miura) była w stanie rozpocząć skoordynowany atak 29 września, przy wsparciu Oddziału Tokugawy. Atak ten jednak zakończył się jednak niepowodzeniem.
W tym samym czasie Armia Kwantuńska otrzymała raporty, że 5 Dywizja przeszła przez przełęcz Pingxing, zdobyła Dayingzhen i posuwała się na zachód w kierunku Fanshi. Raport ten okazał się jednak fałszywy. W oparciu o te błędne informacje, 15 Brygada Mieszana i 2 Brygada Mieszana zostały wysłane do Fanshi celem odcięcia chińskiego odwrotu. Napotkały jednak silnie ufortyfikowaną pozycję w Yueyuekou wzdłuż linii Wielkiego Muru. 15 Brygada Mieszana rozpoczęła ataki 27 września, 29 września przełamała obronę sił przeciwnika i szybko ruszyła, by zająć Fanshi. Dowiedziawszy się, że ich tyły zostały odcięte, chińskie siły rozpoczęły generalny odwrót 30 września. Pomimo przewidywanego odwrotu na zachód w kierunku Fanshi, większość chińskich wojsk wycofała się na południe w kierunku góry Wutai. W konsekwencji tego strategicznego manewru, niedostatecznie obsadzone brygady mieszane nie zdołały spowodować znaczącego zakłócenia w pościgu za wrogiem. Tego samego dnia Brygada Miura zebrała się w Dayingzhen, aby odpocząć. Podczas operacji 5 Dywizja poniosła 1070 ofiar. Łącznie ze stratami brygad mieszanych i jednostek przydzielonych, Cesarska Armia Japońska i Armia Kwantuńska straciły w tej operacji 1506 żołnierzy.

### Bitwa o przełęcz Niangzi
8 października Czang Kaj-szek rozkazał dwóm armiom, korpusowi i dywizji bronić przełęczy Niangzi, kluczowego punktu na linii kolejowej prowadzącej do Taiyuan. Chińczycy utworzyli 56-kilometrową linię obronną na wschód od odnogi Wielkiego Muru. Gdy 10 października padł Shijiazhuang, japońska 20 Dywizja zaatakowała nową linię. Cztery dni później Japończycy przełamali zewnętrzne chińskie umocnienia, ale posuwali się zbyt szybko i zostali otoczeni przez chińskie wojska i partyzantów. Japończykom udało się utrzymać pozycję pomimo poniesionych poważnych strat, a Chińczycy wycofali się do głównego punktu obronnego na przełęczy Niangzi 22 października.
27 października japońska 109 Dywizja wzmocniła 20 Dywizję i rozpoczęła dwutorowy atak na przełęcz. Chiński 3 Korpus, zaniepokojony perspektywą okrążenia, wycofał się ze swoich pozycji do Pingdingu oddalonego o 32 km. Japończycy zaatakowali chińskie pozycje przy Murze i przełęczy Niangzi, zmuszając chińskich obrońców do ucieczki. W rezultacie dla japońskiej 20. i 109 Dywizji otworzyła się droga do Taiyuanu.

### Bitwa o zewnętrzną linię obrony
13 października japońska 5 Dywizja i Korpus Ekspedycyjny Chahar, wspierane bombardowaniem lotniczym i ciężką artylerią, zaatakowały chińskie pozycje obronne na północ od Taiyuanu. Chińscy obrońcy okopali się w przygotowanych umocnieniach, gdzie zdołali odpierać Japończyków przez dziesięć dni. Doszło do zaciekłych walk wręcz. Obie strony poniosły tysiące ofiar.
23 października Japończycy w końcu przebili się przez chińskie linie. Chińskie jednostki przeprowadziły uporządkowany odwrót i zajęły pozycje na szczycie Grzbietu Błękitnego Smoka, 32 km na północ od Taiyuanu.

### Bitwa o Grzbiet Błękitnego Smoka
Obrońcy Grzbietu Błękitnego Smoka odpierali nieustające japońskie ataki przez kolejne pięć dni, znosząc powtarzające się ataki powietrzne, artyleryjskie i pancerne. Kluczowe znaczenie miał fort Tungshan, potężna fortyfikacja, która dzięki swojemu wysokiemu położeniu górowała nad wschodnią częścią chińskiej obrony. 2 listopada japońscy saperzy wykopali tunel pod fortem i podłożyli pod nim ładunki wybuchowe. W rezultacie potężna eksplozja zniszczyła kluczowy bastion obrony i cały jego garnizon. 3 listopada Chińczycy wycofali się na swoje ostatnie pozycje 8 km na północ od Taiyuanu. Armia Lewego Skrzydła przekroczyła rzekę Fen i rozproszyła się w górach na zachodzie. Walki o Grzbiet Błękitnego Smoka kosztowały Chińczyków ok. 30 000 żołnierzy.

### Ostateczna bitwa o Taiyuan
Na początku listopada Japończycy zaatakowali ostatnie chińskie pozycje obronne na północ od Taiyuanu. 20. i 109 Dywizja otoczyły miasto. W tym momencie Taiyuan było atakowane od północy, wschodu i południowego wschodu. 7 listopada większość chińskich wojsk ewakuowała się z miasta w zdezorganizowanym tłumie. Japończycy zażądali poddania się pozostałych na miejscu chińskich jednostek. Lokalni dowódcy odmówili.
Japończycy odpowiedzieli rankiem 8 listopada, bombardując miasto z użyciem lotnictwa i ciężkiej artylerii, a następnie przebijając się przez bramy i mury miasta posiłkując się ogniem artyleryjskim i czołgami. Oddziały szturmowe 5 Dywizji przebiły się przez luki w obronie i wdarły się do miasta, ale napotkały na opór ostatnich chińskich obrońców. Na ulicach i w zaułkach Taiyuan wybuchła zacięta walka wręcz, która trwała przez całą noc. Do wieczora połowa Taiyuan padł, a znaczna jego część została zniszczona.
W nocy 8 listopada ostatnie chińskie jednostki w mieście próbowały uciec, dołączając do tłumów spanikowanych uchodźców uciekających przez most na rzece Fen. W chaosie panującym podczas ucieczki spanikowani chińscy żołnierze spychali cywilów z mostu, aby zrobić miejsce dla siebie. Do rana 9 listopada żołnierze i cywile, którzy utknęli w południowo-zachodniej bramie i przy jedynym moście, zostali ostrzelani i zbombardowani przez japońskie samoloty, które zabiły i raniły trudną do oszacowania liczbę osób. Do nocy 9 listopada Taiyuan zostało całkowicie zdobyte przez siły japońskie. Chińczycy stracili w kampanii 20 000 ludzi i 80 dział broniących miasta. Chińska armia odnotowała 6725 ofiar w obronie samego miasta Taiyuan. Dziesiątki tysięcy cywilów zginęło i zostało rannych, a większość miasta została zniszczona w walkach. 10 listopada Japończycy wdarli się do Pingyao, 88 km na południe od Taiyuanu, i zmiażdżyli ostatni chiński opór w regionie. W tym momencie Japończycy zajęli większość prowincji Shanxi.